# Мирный (Оленинский район)
Мирный — посёлок сельского типа в Оленинском районе Тверской области России. Центр Мостовского сельского поселения.

## География
Находится в 20 километрах к западу от районного центра Оленино,

## Население
| 2002 | 2008  | 2010  |
| ---- | ----- | ----- |
| 1312 | ↗1352 | ↘1298 |

## Известные уроженцы, жители
Козлов, Сергей Олегович — гвардии младший сержант Вооружённых Сил Российской Федерации, участник антитеррористических операций в период Второй чеченской войны, погиб при исполнении служебных обязанностей во время боя 6-й роты 104-го гвардейского воздушно-десантного полка у высоты 776 в Шатойском районе Чечни.

## Инфраструктура
Личное подсобное хозяйство с зоной сельскохозяйственного использования, индивидуальная застройка усадебного типа. В 1996 году — 631 хозяйство, 1660 жителей.
Мостовская средняя школа имени Сергея Козлова, ДК, библиотека. Храм святого равноапостольного Николая Японского.
В 1955 году в посёлке создан Оленинский опытный леспромхоз, который находился в ведении ЦНИИ механизации и энергетики лесной промышленности. С 1975 на базе леспромхоза проводились международные и всесоюзные соревнования лесорубов.

## Транспорт
В 2 км от железнодорожной станции Мостовая на линии «Москва — Рига». В 4 км к северу от посёлка проходит автомагистраль «Балтия».